# Gornja Luka
Llukë e Epërme en albanais et Gornja Luka en serbe latin (en serbe cyrillique : Горња Лука) est une localité du Kosovo située dans la commune/municipalité de Deçan/Dečani, district de Gjakovë/Đakovica (Kosovo) ou de Pejë/Peć (Serbie). Selon le recensement kosovar de 2011, elle compte 1 451 habitants, tous albanais.

## Démographie

### Évolution historique de la population dans la localité
| 1948 | 1953 | 1961 | 1971 | 1981  | 1991  | 2011  |
| ---- | ---- | ---- | ---- | ----- | ----- | ----- |
| 573  | 598  | 680  | 848  | 1 122 | 1 307 | 1 451 |

|  |